# Socialistická republika Makedonie
Socialistická republika Makedonie (zkráceně SR Makedonie; makedonsky Социјалистичка Република Македонија, СР Македонија) byla socialistickou republikou, jež byla součástí Socialistické federativní republiky Jugoslávie. Součástí AVNOJské Jugoslávie se země stala v roce 1944. Jugoslávskou federaci opustila Republika Makedonie okamžikem nabytí účinnosti své nové ústavy 20. listopadu 1991.

## Vývoj názvu
- 1945–1963: Lidová republika Makedonie jako součást Demokratické federativní Jugoslávie, resp. Federativní lidové republiky Jugoslávie
- 1963–1991: Socialistická republika Makedonie jako součást Socialistické federativní republiky Jugoslávie
- 1991–2019: Republika Makedonie
- 2019: Republika Severní Makedonie

## Historie
Za počátek budoucí socialistické Makedonie bývá považován 2. srpen 1944, kdy se poprvé sešlo Makedonské protifašistické shromáždění národního osvobození.
První ústava Lidové republiky Makedonie pochází z prosince 1946. S několika doplňky byla platná až do přijetí další ústavy v dubnu 1963. Po přijetí nové federální ústavy byla v roce 1974 přijata nová ústava, která s dodatky platila až do roku 1991.
Za dob jugoslávské federace do země proudily finanční prostředky k podpoře jejího rozvoje.
První svobodné volby v zemi se konají na podzim 1990. V dubnu 1991 je z názvu státu ústavním dodatkem odstraněno adjektivum socialistická.
Země dnes oslavuje svůj Den nezávislosti 8. září, neboť toho dne se v roce 1991 konalo referendum o osamostatnění, ačkoliv skutečné nezávislosti na SFRJ země nabyla až 20. listopadu 1991, kdy vstoupila v platnost nová ústava přijatá 17. listopadu 1991.
Republikové ústavy byly přijaty v letech 1946, 1963, 1974 a 1991.

## Politika
Politickou hegemonii zde jako ve zbytku federace měla do roku 1990 Komunistická strana, respektive Svaz komunistů. V prvních svobodných volbách na podzim 1990 si parlamentní křesla rozdělili postkomunisté, představitelé albánské komunity a pravicové VMRO-Demokratická strana makedonské národní jednoty.
V čele státu je po roce 1974, po vzoru federálního Předsednictva, republikové Předsednictvo.